# Ogura Shinji
Shinji Ogura (sinh ngày 19 tháng 1 năm 1962) là một cầu thủ bóng đá người Nhật Bản.

## Sự nghiệp câu lạc bộ
Shinji Ogura đã từng chơi cho Nagoya Grampus Eight.